# Current Treatment Options in Oncology
Current Treatment Options in Oncology is een internationaal, aan collegiale toetsing onderworpen wetenschappelijk tijdschrift op het gebied van de oncologie. De naam wordt in literatuurverwijzingen meestal afgekort tot Curr. Treat. Options Oncol. Het wordt uitgegeven door Springer Science+Business Media en verschijnt tweemaandelijks.